# Grăniceri
Grăniceri (in ungherese Ottlaka) è un comune della Romania di 2 540 abitanti, ubicato nel distretto di Arad, nella regione storica della Transilvania.
Il comune è formato dall'unione di 2 villaggi: Grăniceri e Șiclău.
Grăniceri ospita una stazione ferroviaria di confine con l'Ungheria. 
È ricordata per essere stato il luogo natale del famoso architetto ungherese  e apprezzato curatore di Museo Max Herz Pascià.
Il monumento più importante del comune è la chiesa dedicata ai SS. Arcangeli Michele e Gabriele, risalente al 1758.